# Saint-Chinian (wijn)

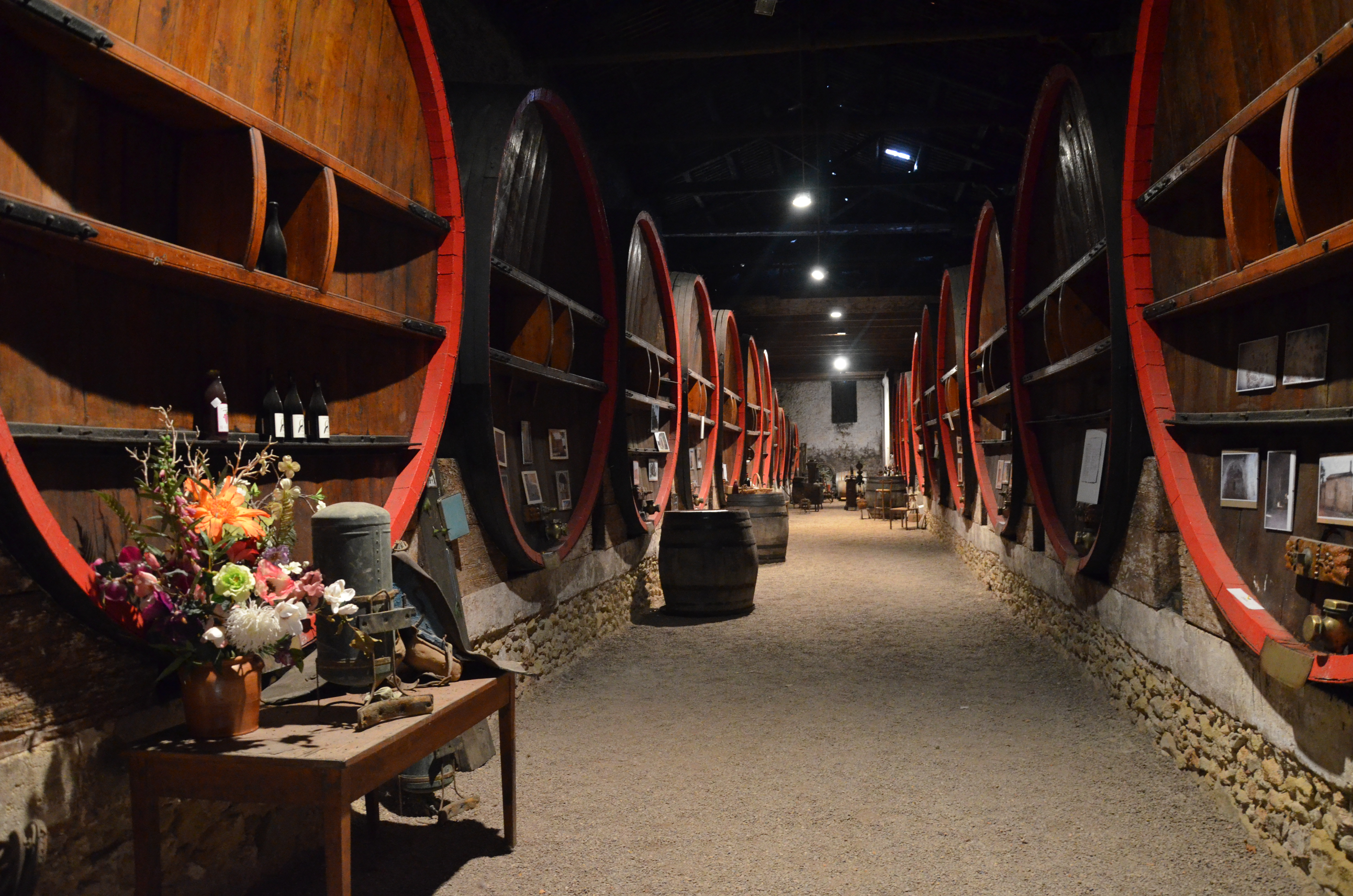
Wijnkelder onder het château_Coujan AOC Saint-Chinian

Saint-Chinian is een Franse wijn uit de Languedoc.

## Variëteiten
Saint-Chinian kan zowel een rode- (89%), rosé- (10%) als witte wijn (1%) zijn.

## Kwaliteitsaanduiding
De rode en rosé wijnen hebben sinds 1982 een AOC-AOP-status. De witte wijn heeft deze in 2005 gekregen. Sinds 2005 mogen de dorpen Berlou en Roquebrun hun naam toevoegen aan de appellatie Saint-Chinian: “Saint-Chinian-Berlou” en “Saint-Chinian-Roquebrun”. De appellatie Saint-Chinian is de 4e van de Langeudoc gekeken naar het volume.

## Gebied
- De AOC Saint-Chinian ligt in het département Hérault ten noordwesten van de stad Béziers.
- Het gebied omvat de volgende 20 dorpen: Assignan, Babeau-Bouldoux, Berlou, Causses-et-Veyran, Cazedarnes, Cébazan, Cessenon-sur-Orb, Creissan, Cruzy, Ferrières-Poussarou, Murviel-lès-Béziers, Pierrerue, Prades-sur-Vernazobre, Puisserguier, Quarante, Roquebrun, Saint-Chinian, Saint-Nazaire de-Ladarez, Vieussan en Villespassans.

## Terroir
- Bodem: in het noorden voornamelijk schist en in het zuiden klei en kalksteen.
- Hoogte: tussen 100 en 400 meter.
- Klimaat: mediterraan.

## Toegestane druivensoorten
- Rood en rosé: Grenache, Syrah en Mourvèdre, Carignan, Cinsault, Lladoner Pelut
- Wit: Grenache Blanc,  Marsanne, Roussanne en/of Rolle

## Vinificatie
- Rood: traditionele vinificatie of macération carbonique.
- Rosé: vinificatie door korte inweking of door directe persing.
- Wit: directe persing.

## Opbrengst en productie
- Areaal is 3.300 ha.
- Opbrengst is gemiddeld 42 hl/ha.
- Productie bedraagt 115.000 hl waarvan 31% geëxporteerd wordt.

## Producenten
- 8 coöoperaties (vertegenwoordigen zo'n 350 wijnboeren)
- 100 private producten